# Hội đồng Dân ủy Nga Xô
Hội đồng Dân ủy Nga Xô (tiếng Nga: Совет народных комиссаров РСФСР) là cơ quan hành pháp của nước Nga Xô viết từ năm 1917-1946. Được thành lập năm 1917 là cơ quan "chính quyền của liên minh công nông", được Hiến pháp Nga Xô viết thông qua năm 1918.
Từ năm 1918, Hội đồng Dân ủy Nga Xô do Ủy ban Chấp hành Trung ương Nga Xô tạo thành, và từ năm 1937 là Xô viết Tối cao Nga Xô. Hội đồng Dân ủy được cấu tạo từ các Dân ủy Nhân dân của Nga Xô viết, đứng đầu là Chủ tịch Hội đồng Dân ủy. Sau khi Hiệp định thành lập Liên Xô được ký kết (1922) Hội đồng Dân ủy Liên Xô được thành lập năm 1923. Trong thời gian từ 1922-1923 Hội đồng Dân ủy Nga Xô đóng vai trò là cơ quan lâm thời điều hành Liên Xô.
Ngày 23/3/1946 Đoàn Chủ tịch Xô viết Tối cao Nga Xô ra quyết định đổi tên Hội đồng Dân ủy Nga Xô thành Hội đồng Bộ trưởng Nga Xô dựa theo luật pháp sửa đổi của Liên Xô ngày 15/3/1946 về việc đổi tên Hội đồng Dân ủy Liên Xô thành Hội đồng Bộ trưởng Liên Xô, theo luật Hội đồng Dân ủy Liên Xô và các quốc gia Liên bang, cộng hòa tự trị cũng đều thay đổi tên.

## Lịch sử
Tháng 9/1917 Hội đồng của giai cấp công nhân, nông dân, binh lính giành được sức mạnh đáng kể. Các nhà lãnh đạo Petrograd Xô viết có âm mưu lật đổ chính phủ lâm thời của Nga. Cuộc cách mạng bắt đầu từ 7/11/1917 khi Hồng binh công nông chiếm Cung điện mùa Đông. Ngày hôm sau 8/11 Đại hội toàn Nga lần thứ 2 công nhận sự thành công của cuộc cách mạng, và quyết định thành lập chính phủ mới thể hiện cuộc cách mạng do Bolsheviks lãnh đạo.
Chính phủ mới có tên chính thức là Hội đồng Dân ủy (Совет народных коммиссаров), viết tắt là Sovnarkom (Совнарком). Tên chính phủ mới do Leon Trotsky nghĩ ra khi kết hợp ủy viên dân ủy và nhân dân, để thay thế các danh từ của chủ nghĩa tư bản "bộ trưởng, nội các".
Ủy viên Dân ủy (tiếng Nga: Народный комиссар, latin: Narodny komissar, hoặc Narkom) có chức năng như bộ trưởng chính phủ. Do đó 1 bộ được gọi là Dân ủy Nhân dân (tiếng Nga: Народный комиссариат, latin: Narodny komissariat, viết tắt là narkomat).

## Hình thành
Thông thường các bộ trưởng thường do Thủ tướng đề xuất, nhưng những người Bolsheviks coi đấy là cách cai trị của tư sản quyết định tạo ra những thứ thuộc về giai cấp công nông, một chính phủ Xô viết.
Nhiệm vụ và tổ chức của Hội đồng Dân ủy Nga Xô được quy định trong Hiến pháp năm 1918, theo đó Hội đồng Dân ủy Nga Xô chịu trách nhiệm trước Đại hội Xô viết về sự điều hành công việc quốc gia. Hiến pháp cho phép Hội đồng Dân ủy Nga Xô có quyền ban hành nghị định trong thời gian Đại hội Xô viết không họp. Đại hội Xô viết sẽ phê chuẩn các nghị định tại phiên họp kế tiếp.
Ủy viên Dân ủy là người đứng đầu Dân ủy Nhân dân và một số đại biểu có chức năng tham mưu thảo luận với Ủy viên Dân ủy.
Chủ tịch Hội đồng Dân ủy, cũng được Đại hội bầu, có một chức năng tương tự như của thủ tướng. Chủ tịch đầu tiên của Sovnarkom là Vladimir Lenin.

## Tổ chức
Trong thời gian đầu từ năm 1918-1923 Hội đồng Dân ủy Nga Xô có chức năng là chính phủ của Nga Xô (1917-1922) và Liên Xô (1922-1923) gồm các Bộ Dân ủy Nhân dân sau:
| Chức vụ          | Trực thuộc                      | Chân dung     | Tên                               | Nhiệm kỳ        | Ghi chú khác                                          |
| ---------------- | ------------------------------- | ------------- | --------------------------------- | --------------- | ----------------------------------------------------- |
| Chủ tịch         | Hội đồng Dân ủy                 |               | Vladimir Lenin (1870-1924)        | 11/1917-7/1923  |                                                       |
| Phó Chủ tịch     | Hội đồng Dân ủy                 |               | Aleksey Rykov (1881-1938)         | 5/1921-2/1923   |                                                       |
| Phó Chủ tịch     | Hội đồng Dân ủy                 |               | Aleksandr Tsiurupa (1870-1928)    | 1922-1923       |                                                       |
| Phó Chủ tịch     | Hội đồng Dân ủy                 |               | Lev Kamenev (1883-1936)           | 1922-1923       |                                                       |
| Ủy viên Nhân dân | Bộ Dân ủy Ngoại giao            |               | Leon Trotsky (1879-1940)          | 11/1917-4/1918  |                                                       |
| Ủy viên Nhân dân | Bộ Dân ủy Ngoại giao            |               | Georgy Chicherin (1872-1936)      | 4/1918-7/1923   |                                                       |
| Ủy viên Nhân dân | Bộ Dân ủy Nội vụ                |               | Aleksey Rykov (1881-1938)         | 11/1917         |                                                       |
| Ủy viên Nhân dân | Bộ Dân ủy Nội vụ                |               | Grigory Petrovsky (1878-1958)     | 11/1917-3/1919  |                                                       |
| Ủy viên Nhân dân | Bộ Dân ủy Nội vụ                |               | Felix Dzerzhinsky (1877-1926)     | 3/1919-7/1923   |                                                       |
| Ủy viên Nhân dân | Bộ Dân ủy Quân sự và Hải quân   |               | Nikolai Podvoisky (1880-1948)     | 11/1917-3/1918  |                                                       |
| Ủy viên Nhân dân | Bộ Dân ủy Quân sự và Hải quân   |               | Leon Trotsky (1879-1940)          | 3/1918-7/1923   |                                                       |
| Ủy viên Nhân dân | Bộ Dân ủy Tư pháp               |               | Georgy Oppokov (1888—1938)        | 11/1917         |                                                       |
| Ủy viên Nhân dân | Bộ Dân ủy Tư pháp               |               | Pēteris Stučka (1865-1932)        | 11/1917-12/1917 |                                                       |
| Ủy viên Nhân dân | Bộ Dân ủy Tư pháp               | 3/1918-9/1918 | Pēteris Stučka (1865-1932)        |                 |                                                       |
| Ủy viên Nhân dân | Bộ Dân ủy Tư pháp               |               | Isaac Steinberg (1888-1957)       | 12/1917-3/1918  |                                                       |
| Ủy viên Nhân dân | Bộ Dân ủy Tư pháp               |               | Dmitry Kursky (1874-1932)         | 9/1918-7/1923   |                                                       |
| Ủy viên Nhân dân | Bộ Dân ủy Giáo dục              |               | Anatoly Lunacharsky (1875-1933)   | 11/1917-7/1923  |                                                       |
| Ủy viên Nhân dân | Bộ Dân ủy Nông nghiệp           |               | Vladimir Milyutin (1884-1937)     | 11/1917         |                                                       |
| Ủy viên Nhân dân | Bộ Dân ủy Nông nghiệp           |               | Andrei Kolegayev (1887-1937)      | 11/1917-3/1918  |                                                       |
| Ủy viên Nhân dân | Bộ Dân ủy Nông nghiệp           |               | Semyon Sereda (1871-1933)         | 4/1918-2/1921   |                                                       |
| Ủy viên Nhân dân | Bộ Dân ủy Nông nghiệp           |               | Valerian Osinsky (1887-1938)      | 3/1921-1/1922   |                                                       |
| Ủy viên Nhân dân | Bộ Dân ủy Nông nghiệp           |               | Vasily Yakovenko (1889-1937)      | 1/1922-7/1923   |                                                       |
| Ủy viên Nhân dân | Bộ Dân ủy Lao động              |               | Aleksandr Shliapnikov (1885-1937) | 11/1917-8/1918  |                                                       |
| Ủy viên Nhân dân | Bộ Dân ủy Lao động              |               | Vasily Schmidt (1886–1938)        | 8/1918-4/1919   |                                                       |
| Ủy viên Nhân dân | Bộ Dân ủy Lao động              | 4/1920-7/1923 | Vasily Schmidt (1886–1938)        |                 |                                                       |
| Ủy viên Nhân dân | Bộ Dân ủy Phúc lợi xã hội       |               | Aleksandra Kollontai (1872-1952)  | 11/1917-3/1918  |                                                       |
| Ủy viên Nhân dân | Bộ Dân ủy Phúc lợi xã hội       |               | Aleksandr Vinokourov (1869-1944)  | 3/1918-4/1921   |                                                       |
| Ủy viên Nhân dân | Bộ Dân ủy Phúc lợi xã hội       |               | Nikolay Milyutin (1889-1942)      | 4/1921-7/1923   |                                                       |
| Ủy viên Nhân dân | Bộ Dân ủy Bưu chính và điện tín |               | Nikolai Glebov-Avilov (1887-1937) | 1917            |                                                       |
| Ủy viên Nhân dân | Bộ Dân ủy Bưu chính và điện tín |               | Perchevich Proshyan (1883-1918)   | 1917-3/1918     |                                                       |
| Ủy viên Nhân dân | Bộ Dân ủy Bưu chính và điện tín |               | Vadim Podbelsky (1887-1920)       | 1918-1920       |                                                       |
| Ủy viên Nhân dân | Bộ Dân ủy Bưu chính và điện tín |               | Artemy Ljubovic (1880-1938)       | 1920-1921       |                                                       |
| Ủy viên Nhân dân | Bộ Dân ủy Bưu chính và điện tín |               | Valerian Dovgalevsky (1885-1934)  | 1921-7/1923     |                                                       |
| Ủy viên Nhân dân | Bộ Dân ủy Dân tộc               |               | Iosif Stalin 1878-1953            | 11/1917-7/1923  |                                                       |
| Ủy viên Nhân dân | Bộ Dân ủy Tài chính             |               | Ivan Stepanov (1870-1928)         | 11/1917         |                                                       |
| Ủy viên Nhân dân | Bộ Dân ủy Tài chính             |               | Vyacheslav Menzhinsky (1874-1934) | 11/1917-3/1918  |                                                       |
| Ủy viên Nhân dân | Bộ Dân ủy Tài chính             |               | Isidore Gukovsky (1871—1921)      | 4/1918-8/1918   |                                                       |
| Ủy viên Nhân dân | Bộ Dân ủy Tài chính             |               | Nikolay Krestinsky (1883-1938)    | 8/1918-10/1922  |                                                       |
| Ủy viên Nhân dân | Bộ Dân ủy Tài chính             |               | Grigori Sokolnikov (1888-1939)    | 11/1922-7/1923  |                                                       |
| Ủy viên Nhân dân | Bộ Dân ủy Đường sắt             |               | Mark Elizarov (1863-1919)         | 11/1917-1/1918  |                                                       |
| Ủy viên Nhân dân | Bộ Dân ủy Đường sắt             |               | Alex Rogov (1886-1950)            | 2/1918-5/1918   |                                                       |
| Ủy viên Nhân dân | Bộ Dân ủy Đường sắt             |               | Peter Kobozev (1878-1941)         | 5/1918-6/1918   |                                                       |
| Ủy viên Nhân dân | Bộ Dân ủy Đường sắt             |               | Vladimir Nevsky (1876-1937)       | 7/1918-3/1919   |                                                       |
| Ủy viên Nhân dân | Bộ Dân ủy Đường sắt             |               | Leonid Krasin (1870-1926)         | 3/1919-3/1920   |                                                       |
| Ủy viên Nhân dân | Bộ Dân ủy Đường sắt             |               | Leon Trotsky (1879-1940)          | 3/1920-12/1920  |                                                       |
| Ủy viên Nhân dân | Bộ Dân ủy Đường sắt             |               | Aleksandr Emshanov (1891-1937)    | 12/1920-4/1921  |                                                       |
| Ủy viên Nhân dân | Bộ Dân ủy Đường sắt             |               | Felix Dzerzhinsky (1877-1926)     | 4/1921-7/1923   |                                                       |
| Ủy viên Nhân dân | Bộ Dân ủy Công thương           |               | Viktor Nogin (1878-1924)          | 11/1917         |                                                       |
| Ủy viên Nhân dân | Bộ Dân ủy Công thương           |               | Aleksandr Shlyapnikov (1885-1937) | 11/1917-1/1918  |                                                       |
| Ủy viên Nhân dân | Bộ Dân ủy Công thương           |               | Vladimir Smirnov (1887-1937)      | 1/1918-3/1918   |                                                       |
| Ủy viên Nhân dân | Bộ Dân ủy Công thương           |               | Mieczyslaw Bronskiy (1888-1943)   | 3/1918-11/1918  |                                                       |
| Ủy viên Nhân dân | Bộ Dân ủy Công thương           |               | Leonid Krasin (1870-1926)         | 11/1918-7/1923  |                                                       |
| Ủy viên Nhân dân | Bộ Dân ủy Thanh tra Công nông   |               | Iosif Stalin (1878-1953)          | 2/1920-4/1922   |                                                       |
| Ủy viên Nhân dân | Bộ Dân ủy Thanh tra Công nông   |               | Aleksandr Tsiurupa (1870-1928)    | 4/1922-7/1923   |                                                       |
| Ủy viên Nhân dân | Bộ Dân ủy Thực phẩm             |               | Ivan Teodorovich (1875-1937)      | 11-12/1917      |                                                       |
| Ủy viên Nhân dân | Bộ Dân ủy Thực phẩm             |               | Aleksandr Schlichter (1868-1940)  | 12/1917-2/1918  |                                                       |
| Ủy viên Nhân dân | Bộ Dân ủy Thực phẩm             |               | Aleksandr Tsiurupa (1870-1928)    | 2/1918-12/1921  |                                                       |
| Ủy viên Nhân dân | Bộ Dân ủy Thực phẩm             |               | Nikolai Bryuhanov (1878-1938)     | 12/1921-7/1923  |                                                       |
| Ủy viên Nhân dân | Bộ Dân ủy Kiểm tra Nhà nước     |               | Eduard Essen (?-1937)             | 11/1917-5/1918  |                                                       |
| Ủy viên Nhân dân | Bộ Dân ủy Kiểm tra Nhà nước     |               | Karl Lander (1883-1937)           | 5/1918-3/1919   |                                                       |
| Ủy viên Nhân dân | Bộ Dân ủy Kiểm tra Nhà nước     |               | Iosif Stalin (1878-1953)          | 3/1919-2/1920   | Bộ Dân ủy đổi tên thành Bộ Dân ủy Thanh tra Công nông |
| Ủy viên Nhân dân | Bộ Dân ủy Y tế                  |               | Nikolai Semashko 91874-1949)      | 11/1917-3/1923  |                                                       |
| Ủy viên Nhân dân | Bộ Dân ủy Tài sản công          |               | Vladimir Karelin (1891-1938)      | 12/1917-3/1918  |                                                       |
| Ủy viên Nhân dân | Bộ Dân ủy Tài sản công          |               | Pavel Malinowski (1869-1943)      | 3/1918-7/1918   |                                                       |
| Ủy viên Nhân dân | Bộ Dân ủy Địa phương            |               | Vladimir Trutovsky (1889-1937)    | 12/1917-3/1918  | Sáp nhập Bộ Dân ủy Nội vụ                             |
| Ủy viên Nhân dân | Hội đồng Kinh tế tối cao        |               | Valerian Ossinsky (1887-1938)     | 12/1917-3/1918  |                                                       |
| Ủy viên Nhân dân | Hội đồng Kinh tế tối cao        |               | Aleksey Rykov (1881-1938)         | 3/1918-5/1921   |                                                       |
| Ủy viên Nhân dân | Hội đồng Kinh tế tối cao        |               | Vladimir Milyutin (1884-1937)     | 5/1921          |                                                       |
| Ủy viên Nhân dân | Hội đồng Kinh tế tối cao        |               | Peter Bogdanov (1882-1938)        | 5/1921-5/1923   |                                                       |
| Ủy viên Nhân dân | Hội đồng Kinh tế tối cao        |               | Aleksey Rykov (1881-1938)         | 5/1923-7/1923   |                                                       |